# Озърновци
О̀зърновци е село в Западна България. То се намира в община Брезник, област Перник.

## География
Село Озърновци се намира на около 50 – 60 км от София и е разположено в планински район.

## Етимология
Името на селото е от зърно < праславянското *zьrna.